# Копылова, Любовь Фёдоровна
Любовь Фёдоровна Копыло́ва (24 августа [5 сентября] 1885, Ростов-на-Дону, Екатеринославская губерния — 13 сентября 1936, Ростов-на-Дону) — русская советская писательница.

## Биография и творчество
Родилась 24 августа (5 сентября) 1885 в Ростове-на-Дону. Печататься начала в 1906-м. До Октябрьской революции была известна как поэтесса. В то время вышли два её поэтических сборника: «Стихи о примирении. Голос мятежный» в 1908-м и «Стихи. Тетрадь вторая» в 1914 году. После революции, в 1918-м, вышел третий, последний её сборник стихов «Благословенная печаль». В дальнейшем Копылова выступала как прозаик. В 1928 году увидел свет сборник рассказов Копыловой «Химеры».
Главная тема творческих поисков писательницы — душевный мир женщины, вышедшей из низших слоев общества. Наиболее ярко это представлено в произведении «Богатый источник», изданном в 1934-м. Вершина творчества Копыловой — увидевший свет в том же 1934 году роман «Одеяло из лоскутьев»; в нём писательница рисует жизнь девочки, ставшей сельской учительницей, и, опираясь на позиции соцреализма, а также собственные представления, раскрывает перед читателем тему истинного и мнимого душевного богатства человека.
Прозу Любови Фёдоровны отличает интерес к деталям в описании внешнего облика человека и предметов окружающего мира. Для неё характерно резкое противопоставление изображаемого тягостного быта человека со всеми его невзгодами и лишениями светлым идеалистическим мечтам и устремлениям.

## Сочинения
- Химеры. — М., 1928.
- Первое стихотворение. — Х., 1930.
- Избранное. [Вступ. ст. Н. Замошкина]. — М., 1941.
- Одеяло из лоскутьев. — М., 1958.